# Allemande

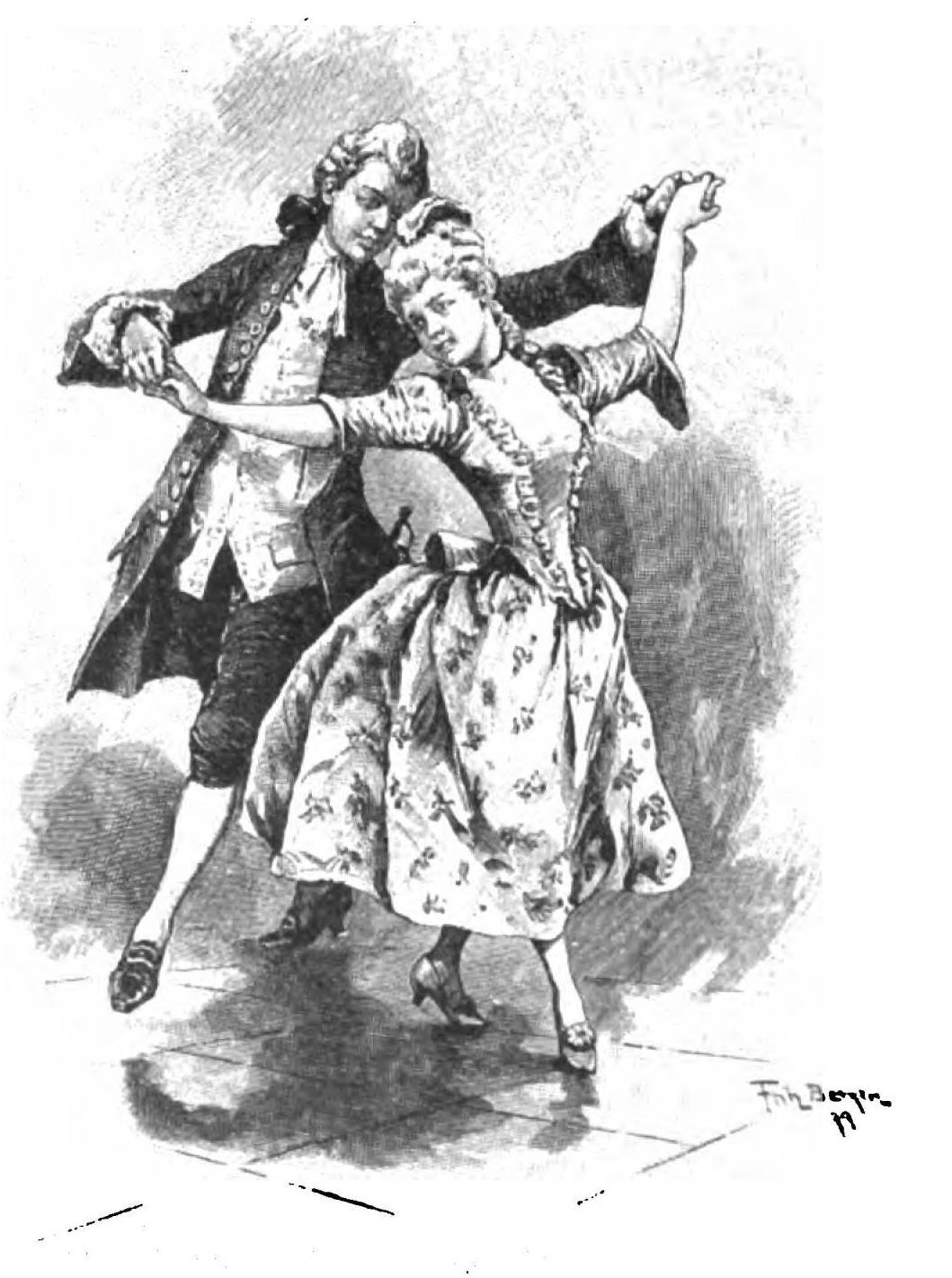
Allemande

Allemande (também escrito Allemanda, Almain(e), ou Alman; da palavra francesa para "Alemão") é uma das mais populares formas de dança instrumental em música barroca, e um elemento básico de uma suíte. Originalmente, a allemande formou o primeiro movimento da suíte, antes do courante, mas, mais tarde, foi muitas vezes precedido por um movimento introdutório, como um prelúdio.